# Глумина (Зворник)
Глумина (серб. Глумина, босн. Glumina) — населённый пункт (деревня) в общине Зворник, который принадлежит энтитету Республике Сербской, Босния и Герцеговина. По результатам югославской переписи населения 1991 года в Глумине проживало 2398 человек. Расположен на границе с Сербией.

## Население
По переписям населения население следующее.
| 1961                           | 1971 | 1981 | 1991 | - | - | - |
| ------------------------------ | ---- | ---- | ---- | - | - | - |
| 1376                           | 1979 | 1913 | 2398 | - | - | - |
| Гистограмма динамики населения |      |      |      |   |   |   |